# Шмидт, Алексей Викторович
Алексей Викторович Шмидт (1894—1935) — советский археолог и востоковед, один из основателей Прикамской археологии; автор свыше 30 научных работ по археологии Урала, Севера СССР и египтологии, сын профессора, доктора медицины Дерптского университета — Виктора Карловича Шмидта.

## Биография
Родился 27 июля 1894 года в городе Тарту Лифляндской губернии в семье профессора, доктора медицины Дерптского университета — Виктора Карловича Шмидта.
В 1911 году окончил петербургскую гимназию Видемана. В 1916 году закончил Петроградский университет, где был учеником академика Б. А. Тураева, также его учителями были С. А. Жебелёв, М. И. Ростовцев и В. В. Струве.
С 1917 года жил в Перми, по 1918 год работал хранителем музея древностей Пермского университета, собирая материалы для музея. В 1919—1924 годах преподавал в Пермском государственном университете — читал лекции по археологии и истории Пермского края, истории Древнего Востока и первобытной культуры. С 1920 года Шмидт сотрудничал с Пермским краеведческим музеем, где был заведующим археологическим отделом. Совершал поездки по уездам Пермской губернии для осмотра и изучения уральских древностей.
С 1923 годах работал в Коллегии востоковедов при Азиатском музее Академии Наук СССР, заведовал отделом Африки в Музее антропологии и этнографии АН СССР. Во время «чистки» Академии наук был уволен из музея. Известно, что 24 марта 1925 года А. В. Шмидт был арестован, приговорен к трём годам ссылки и отправлен в Туруханский край. Благодаря обращению его сестры к Пешковой Екатерине Павловне, 17 июля 1925 года Шмидт был освобожден под подписку о невыезде.
В 1929—1935 годах А. В. Шмидт работал научным сотрудником Государственной академии истории материальной культуры (ГАИМК), преподавал в Ленинградском педагогическом институте им. А. И. Герцена.
В 1932—1933 годах в качестве руководителя Камской археологической экспедиции ГАИМК проводил археологические работы в Пермской области и Башкирской АССР.
В течение 1920—1930 годов исследовал проблемы этногенеза и древней истории народов Прикамья, происхождения и развития древнего искусства и религии народов Урала, создал совершенную по тому времени методику классификации археологических культур, их периодизации и хронологии. Обследовал и провел раскопки ряда неизвестных памятников Урала — Левшинской неолитической стоянки, Турбинского могильника эпохи бронзы, городища Кара-Абыз, Качкинского, Неволинского и Бахмутинского могильников. Обследовал Уфимское (Чертово) городище и селище Воронки, городище Каменная гора у деревни Бажино, «Соколиный камень», Чандарское селище и городище под Благовещенском.
По не подтвержденным данным, Алексей Шмидт был арестован в 1933 году и умер в Ленинграде во время следствия 26 апреля 1935 года.
Похоронен на Смоленском кладбище.

## Основные труды
- К вопросу о происхождении пермского звериного стиля // Сб. Музея антропологии и этнографии. 1927. Т. 6;
- Археологическое изучение древностей севера СССР // Финноугорский сборник. Л.: Изд-во АН СССР, 1928;
- Археологические изыскания Башкирской экспедиции Академии наук. Уфа, 1929;
- Древний могильник на Кольском заливе // Кольский сборник. Л., 1930;
- Жертвенные места Камско-Уральского края. Л., 1932;
- Об использовании этнографических материалов в работах по истории материального производства // Сообщения ГАИМК. — 1932. — № 1/2. — С. 12—17;
- О работах русских археологов по финнам // Сообщения ГАИМК. — 1932. — № 3/4. — С. 35—43;
- Работы по истории материальной культуры Урала за 15 лет // Проблемы истории материальной культуры. — 1933. — № 9/10. — С. 20—30;
- Очерки по истории северо-востока Европы в эпоху родового общества // Известия ГАИМК. 1935. Вып. 106[4].